# Litoporus
Genre
Synonymes
- Tonoro González-Sponga, 2009

Litoporus est un genre d'araignées aranéomorphes de la famille des Pholcidae.

## Distribution
Les espèces de ce genre se rencontrent en Amérique du Sud.

## Liste des espèces
Selon World Spider Catalog (version 21.5, 18/10/2020) :
- Litoporus aerius Simon, 1893
- Litoporus agricola Mello-Leitão, 1922
- Litoporus curimagua Huber, 2020
- Litoporus dimona Huber, 2000
- Litoporus iguassuensis Mello-Leitão, 1918
- Litoporus lopez Huber, 2000
- Litoporus manu Huber, 2000
- Litoporus pakitza Huber, 2000
- Litoporus saul Huber, 2000
- Litoporus secoya Huber, 2000
- Litoporus uncatus (Simon, 1893)
- Litoporus yucumo Huber, 2000

## Publication originale
- Simon, 1893 : « Études arachnologiques. 25e Mémoire. XL. Descriptions d'espèces et de genres nouveaux de l'ordre des Araneae. » Annales de la Société Entomologique de France, vol. 62, p. 299-330.